# Russobex cuneatus
Russobex cuneatus är en nattsländeart som beskrevs av Stclair 1988. Russobex cuneatus ingår i släktet Russobex och familjen långhornssländor. Inga underarter finns listade i Catalogue of Life.